# Kozak序列
科扎克共有序列, 或Kozak 序列 ，是在真核生物的mRNA中共有的(gcc)gccRccAUGG序列 。它在翻译过程的启动中扮演了重要角色。，得名自揭示了其重要性的玛丽莲·科扎克。
序列标识为(gcc)gccRccAUGG, 源自科扎克对大范围的样本（共约699种）的归纳和分析，其中：
1. 小写字母表示此位置处最常见的碱基（仍然可以变化）;
2. 大写字母表示高度保守的碱基，例如“AUGG”序列是不变的或很少，甚至根本没有变化，唯一的例外是IUPAC的模糊码[3]。“R”这表明嘌呤（A或G）总是在这个位置上（科扎克声称A更常见）
3. 括号内的序列((gcc))重要性不明。

科扎克的研究局限于脊椎动物的一部分（例如人类，牛，猫，狗，鸡，豚鼠，仓鼠，小鼠，猪，兔，羊，非洲爪蟾）。

## 简介
这个序列在mRNA分子上被核糖体识别为翻译起始位点，即蛋白质是由此开始被该mRNA分子编码的。核糖体需要此序列，或一个可能的可变形式（见下文）来启动翻译。Kozak序列不应与核糖体结合位点（RBS）相混淆，后者一般为信使RNA的5'端帽或内部核糖体进入位点（IRES）。
在体内(In vivo)，不同的mRNA上这段区域往往不完全匹配，由一个给定的mRNA合成蛋白质的量取决于Kozak序列的强度。 这个序列中的一些核苷酸比其它的更重要：AUG是最重要的，因为它是实际的起始密码子，在对应蛋白质的N-末端编码一个甲硫氨酸。（很少地，CUG被用作起始密码子，编码亮氨酸，而不是典型的蛋氨酸作为起始。）“AUG”的A被定为1号位的话，对于一个“强”的Kozak序列，核苷酸在相对于1号核苷酸的4号位（即G所在的位置）和-3号位（即R的位点，没有号码0的位置）必须匹配一般的Kozak序列。“适中”强度的Kozak序列只有上述两个中的一个匹配，而“弱”的两个都不匹配。在-1和-2的cc并不那么保守，但有助于提升整体强度。有证据表明， 在-6位的G在翻译起始中也是重要。 
体内有这些类型的Kozak序列的例子，他们很可能是演变而来的基因调控的又一机制。Lmx1b （页面存档备份，存于）是“弱”Kozak序列基因的一个例子。从这样的位点起始的翻译，mRNA序列需要有额外的特性，以便使核糖体识别起始密码子。

## 变异
研究显示β-珠蛋白基因（β+45;人类）在-6位G—>C的变异表现打乱血液和生物合成功能的表型。这是首个被发现的人类Kozak序列变异。它在一个意大利东南部的地中海贫血家庭中被发现。

## 共有序列的可变形式
```
(gcc)gccRccAUGG
       AGNNAUGN
        ANNAUGG
        ACCAUGG
     GACACCAUGG
```

| 生物类群                            | 门         | 共有序列     |
| ----------------------------------- | ---------- | ------------ |
| 脊椎动物                            |            | gccRccATGG   |
| 果蝇 (Drosophila spp.)              | 节肢动物门 | cAAaATG      |
| 酿酒酵母 (Saccharomyces cerevisiae) | 子囊菌门   | aAaAaAATGTCt |
| 粘菌 (Dictyostelium discoideum)     | 变形虫门   | aaaAAAATGRna |
| 纤毛虫                              | 纤毛虫门   | nTaAAAATGRct |
| 疟原虫 (Plasmodium spp.)            | 顶复门     | taaAAAATGAan |
| 弓形虫 (Toxoplasma gondii)          | 顶复门     | gncAaaATGg   |
| Trypanosomatidae                    | 眼虫门     | nnnAnnATGnC  |
| 陆生植物                            |            | AACAATGGC    |